# Ezüst-klorát
Az ezüst-klorát, AgClO3 fehér kristályos, vízben mérsékelten oldódó anyag.
Erős oxidálószer, szénporral, vörösfoszforral, kénnel vagy szénhidrátokkal keverve meggyújtva hevesen ellobban, ütésre felrobbanhat.
Ezüst-nitrát és nátrium- vagy kálium-, esetleg kalcium-klorát oldatainak összeöntésével állítható elő.
AgNO3(aq)+ClO3-(aq)=AgClO3(aq)+NO3-(s)